# 巴尔拉西纳
巴尔拉西纳（義大利語：Barlassina），是意大利蒙萨和布里安萨省的一个市镇。总面积2.97平方公里，人口6859人，人口密度2309.4人/平方公里（2009年）。ISTAT代码为015013。